# Valoissa
Valoissa è il quarto album in studio del gruppo femminile finlandese Indica, pubblicato nel 2008.

## Tracce
1. Elä – 3:24
2. Pahinta tänään – 3:24
3. 10 h myöhässä – 3:40
4. Hiljainen maa – 4:54
5. Askeleet – 4:04
6. Sanoja – 3:13
7. Valoissa – 4:07
8. Täältä pois – 3:41
9. Pyromaani – 3:37
10. Hämärää – 4:16
11. Ei enää – 6:57